# Lorenzo Palacios Quispe
Lorenzo Palacios Quispe (* 26. April 1950 in Lima; † 24. Juni 1994) war ein peruanischer Sänger und Musiker.
Er trat unter dem Künstlernamen Chacalón („Chacal“ spanisch = „Schakal“ deutsch) auf. Von seinen Fans wurde er der „Faraón de la Chicha“ genannt.
Chacalón wurde in einer der Barriadas von Lima auf dem Berg „San Cosme“ im Stadtteil „La Victoria“ in sehr armen Verhältnissen geboren. Sein Vater Lorenzo Huaypacusi Palaces, welchen er nie kennenlernte, war Tänzer; seine Mutter Olimpia Quispe war Sängerin. Neben seiner Mutter wurde er ab seinem zweiten Lebensjahr von seinem Stiefvater aufgezogen. Er hatte vierzehn Halbgeschwister.
Bedingt durch die ärmlichen Verhältnisse und den Alkoholismus seiner Mutter machte er in seiner frühen Kindheit durch kleinere Diebstähle auf sich aufmerksam. Um seine Familie zu unterstützen, war er schon als Kind als Straßenhändler tätig. Zusammen mit seinem Bruder „Chacal“ verdiente er aber auch bereits Geld mit seinem Gesang. Ab 1965 hatte er seine ersten kleinen Auftritte mit einer aus Jugendlichen bestehenden Band. Hauptberuflich arbeitete er aber als Gehilfe eines Schuhmachers.
1968 bekam seine Frau Dora das erste Kind. Vier Jahre nach der Geburt heiratete Chacalón seine Frau standesamtlich.
Chacalon wurde am 24. Juni 1994 mit starken Schmerzen in ein Krankenhaus gebracht. Dort wurde fälschlicherweise Cholera diagnostiziert. In Wahrheit litt Chacalon an Diabetes und verstarb tragischerweise an der falschen Behandlung.
Seine größten Erfolge feierte Chacalón mit seiner Band „La Nueva Crema“.
Einige seiner bekanntesten Titel waren: Soy provinciano, Viento, Como un ave, Mi dolor, Ven mi amor, Cruz marcada, Por ella la botella, Dame tu amor und Triste y abandonado.